# United States Strategic Command
L'United States Strategic Command (STRATCOM), en français : Commandement stratégique des États-Unis, est l'un des onze Unified Combatant Command (Commandement unifié du combattant) dépendant du département de la Défense des États-Unis (DoD).
Le STRATCOM exerce un contrôle militaire sur l'ensemble des armes nucléaires déjà fabriquées des États-Unis. La fabrication de nouvelles armes  nucléaires dépend du département de l'Énergie des États-Unis.
C'est également un intégrateur global chargé des missions suivantes :
- opérations spatiales (Space Operations) ;
- missions de renseignement (Information Operations) ;
- défense antimissile (Integrated Missile Defense) ;
- commandement et conduite des opérations (Global Command and Control) ;
- analyse, surveillance et reconnaissance (Intelligence, Surveillance and Reconnaissance) ;
- frappe globale ;
- dissuasion (Strategic Deterrence).

Le quartier général est situé à Offutt Air Force Base, près de la ville de Bellevue, au sud d'Omaha dans le Nebraska.
Il dispose de quatre Joint Functional Component Commands (JFCCs) pour mener à bien les missions quotidiennes ou autres dans des domaines tels que Integrated Missile Defense, Intelligence, Surveillance and Reconnaissance, Space & Global Strike and Network Warfare.

## Direction
Le général John Hyten est depuis 2016 le commandant du STRATCOM, doyen des commandants des Forces armées Joint des quatre branches et par conséquent, le responsable, le gestionnaire et le défenseur des capacités stratégiques de la nation.
Ses responsabilités englobent l’intégration et la coordination des ressources nécessaires pour fournir l’information la plus précise dans les temps les plus brefs au président des États-Unis, au secrétaire à la Défense et aux commandants des unités régionales.

## Mission
Le STRATCOM combine la synergie du commandement de l’armement nucléaire américain et des missions de contrôle pour :
- Opérations dans l'espace (Space operations)
- Frappe globale (Global strike)
- Opérations de renseignements pour le département de la Défense (Defense Department information operations)
- Défense globale par les missiles (Global missile defense)
- Commande, contrôle, communications, ordinateurs, renseignements, surveillance et reconnaissance aérienne globales (Global command, control, communications, computers, intelligence, surveillance, and reconnaissance - C4ISR)

Cet ensemble donne au président et au secrétaire à la Défense une ressource unifiée pour une plus grande compréhension des menaces pesant sur le monde et la clé pour y faire face rapidement.
En cas de guerre nucléaire, il est chargé de mettre en œuvre le Single Integrated Operational Plan.

## Organisation
Unités opérationnelles primaires
- Joint Functional Component Commands l'USSTRATCOM exerce une autorité de commandement sur quatre joint functional component commands, également connues sous le sigle  JFCC. Ces commandements sont responsables de la programmation et de l’exécution quotidienne des missions principales : espace et attaque globaux ; renseignement, surveillance et reconnaissance ; guerre informatique ; défense antimissile ; et la mission de combattre les armes de destruction massive.
  - Joint Functional Component Command for Space and Global Strike (JFCC SGS) - Le commandant de la 8e Air Force est le commandant du Joint Functional Component pour l’espace et le combat global. Ce composant a son Quartier Général à Offutt Air Force Base, Nebraska, et intègre tous les éléments de la puissance militaire pour conduire, planifier et mettre en œuvre le combat global et les opérations spatiales. Pour des missions exceptionnelles, on demande au JFCC SGS de travailler en étroite collaboration avec les QG du USSTRATCOM en tant que composant leader, responsable de l’intégration et de la coordination des ressources fournies par tous les autres Joint Functional Component Commands.
    - Joint Information Operations Center – Le JIOC intègre les opérations de renseignements - Information Operations (IO)dans les plans militaires et les opérations dans toutes les dimensions d’un conflit. Basé à Lackland AFB, Texas, le JIOC déploie des équipes pour planifier les opérations de renseignement dans le monde entier au moment opportun pour apporter son soutien aux commandants des unités combattantes et aux task forces unifiées.

  - Joint Functional Component Command for Integrated Missile Defense (JFCC IMD) – Le commandant de l’US Army Space and Missile Defense Command/Army Forces Strategic Command, est également le commandant pour le  JFCC IMD. Ce composant est responsable de la cohérence du Unified Command Plan de l’USSTRATCOM pour la programmation, l’intégration et la coordination des opérations de global missile defense et de support. JFCC IMD dirige les opérations quotidiennes des forces d’intervention et coordonne les activités des commandements de combat associé, les autres composants fonctionnels de l’UUSSTRATCOM et les efforts de la Missile Defense Agency.
  - Joint Functional Component Command for Network Warfare (JFCC NW)— Créé en janvier 2005, ce composant facilite un engagement commun avec les autres entités nationales sur le plan des réseaux de défense et de l’information défense. Il fait partie de la mission concernant les opérations d’information globale.
  - Joint Functional Component Command for Intelligence, Surveillance and Reconnaissance (JFCC-ISR)— Le commandant du JFCC-ISR est également le directeur de la Defense Intelligence Agency. Ce composant est responsable pour la coordination de la collecte globale des renseignements à adresser au DoD. Il est la clé de voûte pour la programmation, l’exécution et l’évaluation des opérations militaires concernant les renseignements, la surveillance et la reconnaissance afin d’obtenir une prise de conscience globale de la situation.
  - Strategic Center for Combating Weapons of Mass Destruction – Le secrétaire à la Défense a assigné à l’USSTRATCOM la responsabilité de l’intégration et de la synchronisation des efforts du DoD pour combattre les armes de destruction massive.

En 2005, l’USSTRATCOM doit encore formaliser sa structure et tenir compte des problèmes inhérents à un tel mode de fonctionnement : bonne distribution des thèmes d’expertise, évaluation des relations accrues avec les autres départements du gouvernement US et avec les autres états.
Unités organisationnelles et de support
- JTF-Global Network Operations – Basé à Arlington en Virginie le Joint Task Force-Global Network Operations (JTF-GNO) est un composant opérationnel de l’USSTRATCOM pour la défense du réseau global d’information du DoD. Ceci est réalisé en intégrant les capacités du GNO dans les opérations de tous les ordinateurs, réseaux et systèmes du DoD.

### USSTRATCOM Task Forces
USSTRATCOM fait appel à divers moyens et task forces pour l’exécution de ses missions globales :
- Aerial Refueling/Tankers (Ravitaillement en vol)
- Airborne Communications (communications aéroporté)
- Missile mer-sol
- bombardier stratégique et avions de reconnaissance
- Missile balistique intercontinental

### Sites de stockage des armes nucléaires
Selon la Federation of American Scientists dans un document paru en novembre 2006, les armes nucléaires sont stockées à cette date dans un nombre relativement réduit d'installations aux États-Unis et dans quelques bases européennes de l'OTAN :
- United States Navy :
  - Naval Base Kitsap, (près de Bangor dans l'État de Washington  (47° 43′ 14″ N, 122° 42′ 47″ O) - 8 SNLE classe Ohio -
  - Naval Submarine Base Kings Bay, (État de Géorgie) (30° 47′ 28″ N, 81° 32′ 13″ O) - 6 SNLE classe Ohio -
- United States Air Force :
  - Barksdale Air Force Base, Louisiane (32° 30′ 07″ N, 93° 39′ 46″ O) - Bombardiers stratégiques B-52H
  - Minot Air Force Base, Dakota du Nord (48° 24′ 55″ N, 101° 21′ 27″ O) - Bombardiers stratégiques B-52H ; 150 ICBM LGM-30G Minuteman III
  - Malmstrom Air Force Base, Montana (47° 30′ 31″ N, 111° 12′ 20″ O - 150 ICBM LGM-30G Minuteman III
  - Nellis Air Force Base, Nevada (36° 14′ 10″ N, 115° 02′ 03″ O ) - Dépôts d'armes
  - Kirtland Air Force Base, Nouveau-Mexique (35° 02′ 25″ N, 106° 36′ 33″ O - Dépôts d'armes
  - Francis E. Warren Air Force Base, Wyoming (41° 07′ 59″ N, 104° 52′ 01″ O);  - 150 ICBM LGM-30G Minuteman III
  - Whiteman Air Force Base,  Missouri (38° 43,49′ N, 93° 32,52′ O) - 20 bombardiers stratégiques Northrop B-2 Spirit
- Usine de démantèlement :
  - Pantex, Texas (35° 18′ 42″ N, 101° 33′ 35″ O)

## Histoire
Le US Strategic Command fait partie d’une riche histoire qui prend en compte les deux communautés stratégique et espace, liées toutes les deux.
Le 1er juin 1992, avec la chute du mur de Berlin, le pacte de Varsovie tombé aux oubliettes, l’US Air Force abandonna le Strategic Air Command et le JSTPS prenait place dans le livre de la guerre froide.
Ce même jour, le président George H. W. Bush a créé un nouveau commandement unifié, le US Strategic Command. Sa mission de force de dissuasion pouvait sembler classique, mais sa structure et son rôle avaient pour objectif de prendre en compte la modification du paysage politique international.
Avec le USSTRATCOM, pour la première fois dans l’histoire des États-Unis, la programmation, le ciblage, et les ressources en hommes en temps de guerre des forces stratégiques étaient sous le contrôle d’un unique commandant tandis que la formation de base et la maintenance étaient dévolues aux services – l’Air Force et la Navy.
Au détour du siècle, le commandement était conscient que le futur poserait des défis, à la fois différents et plus importants que ceux de 1992 quand l’USSTRATCOM était créé pour assurer la stabilité de l’après-guerre froide. Les évènements du 11 septembre 2001 ont amplement prouvé que la nation avait besoin d’un nouvel axe stratégique.
L’apparition de menaces globales transnationales et d’acteurs non étatiques comme les organisations terroristes transfrontalières avec des ramifications avec d’autres organisations opposées aux intérêts des États-Unis, demandait une approche plus intégrée de la défense de la nation. Le 11 septembre illustrait le besoin d’accroître le commandement national et la maîtrise du contrôle.
Dans le même temps, la stratégie nucléaire de la nation était en train d’être remaniée. Alors que les armes nucléaires jouent un rôle essentiel pour la défense nationale, que les missiles balistiques intercontinentaux (lancés à partir de sous-marins ou de bases terrestres) ainsi que les bombardiers stratégiques continuaient d’assurer la force de dissuasion, le président et le secrétaire à la défense demandaient une gamme plus étendue d’options militaires stratégiques incluant des options non nucléaires.
La Nuclear Posture Review de 2002, plutôt que de rester cantonnée à une stratégie fondée sur une réponse uniquement nucléaire, élargissait la force de frappe nucléaire à des options d’attaques non nucléaires, de défense active et passive, assurées par un commandement et des ressources dans les infrastructures de contrôle, l’espionnage et une programmation adaptée et réactive.
Peu de temps après une réunion entre le président George W. Bush et le président russe Vladimir Poutine à Moscou en mai 2002, s’est tenu un sommet au cours duquel fut signé un traité valable jusqu'en 2012, le SORT (Strategic Offensive Reduction Treaty), qui limite le nombre de têtes nucléaires déployées entre 1700 et 2200. Lors de sa visite à Moscou le 6 juillet 2009, le président Obama s'est engagé avec son homologue russe à signer un nouveau traité avant l'expiration de START. La Russie comme les États-Unis souhaitent en effet encore réduire leur arsenal, très couteux et en partie obsolète.
Le 26 juin 2002, le secrétaire à la Défense Donald Rumsfeld annonçait que le US Space Command fusionnerait avec le USSTRATCOM dans le cadre de la transformation des forces armées US en forces de combat du XXIe siècle.
Dans le cadre du plan de commandement unifié, le président George W. Bush retira la mission Espace de l’USSPACECOM et nomma l’amiral James Ellis, commandant du nouveau commandement unifié, le United States Strategic Command basé à Offutt.
Le USSTRATCOM fut opérationnel le 1er octobre 2002. La fusion accroissait l’efficacité de la frappe et accélérait le recueil d’informations nécessaires aux prises de décisions stratégiques.
Le nouveau commandement était responsable, à la fois, de la veille et de la défense d’une attaque de missiles de longue portée.
Le président George W. Bush a signé l’avenant numéro 2 au Unified Command Plan, le 10 janvier 2003 et a assigné à l’USSTRATCOM quatre nouvelles responsabilités :
- Attaque globale
- Intégration de la défense antimissiles
- Department of Defense Information Operations
- C4ISR  pour Command, Control, Communications, Computers (ordinateurs), Intelligence (renseignement militaire), Surveillance and Reconnaissance.

Cette combinaison de rôles, capacités et autorités sous un commandement unifié unique a apporté de nouvelles opportunités dans la sphère stratégique.
La réorganisation du commandement a également permis une plus grande centralisation du commandement et du contrôle des actifs nationaux relatifs à l’espace, ceux-ci étant représentés dans l’USSTRATCOM dans leur quasi-exhaustivité. De ce fait, les compétences du personnel du commandement se sont élargies pour inclure plus de soldats de l’US Army et des Marines dans leur rôle de support dans la totalité de la gamme des opérations militaires.
Le nouveau commandement met en place un commandant unique, avec une perspective globale, en appui au président, ceci par une meilleure collecte d’informations, d’évaluations et de programmation, dans le but d’accroître la prise de conscience pour des décisions stratégiques par le président et le secrétaire à la Défense.

## Commandants
- Général George Lee Butler (USAF) : juin 1992 - 14 février 1994
- Admiral Henry G. Chiles Jr. (USN) : 14 février 1994 - 21 février 1996
- Général Eugene E. Habiger (USAF) : 21 février 1996 - 1er août 1998
- Admiral Richard W. Mies (USN) : 1er août 1998 - 2002
- Admiral James O. Ellis (USN) : 2002 - 9 juillet 2004
- Général James Cartwright (USMC) : 9 juillet 2004 (par intérim) 1er septembre 2004 - 10 août 2007
- par intérim - Lieutenant-général C. Robert Kehler (USAF) : 10 août 2007 - 3 octobre 2007
- Général Kevin P. Chilton (USAF) : 3 octobre 2007 - 28 janvier 2011
- Général C. Robert Kehler (USAF) : 28 janvier 2011 - 15 novembre 2013
- Admiral Cecil D. Haney (USN) : 15 novembre 2013 - 3 novembre 2016
- Général John E. Hyten (USAF) : depuis le 3 novembre 2016